# NGC 1305
NGC 1305 este o galaxie lenticulară situată în constelația Eridanul. A fost descoperită în 4 ianuarie 1864 de către Heinrich Louis d'Arrest. Se află la o distanță de 84 de megaparseci de Pământ.